# Пшисеч
Пшисеч (пол. Przysiecz) — село в Польщі, у гміні Прушкув Опольського повіту Опольського воєводства.
Населення — 577 осіб (2011).

## Демографія
Демографічна структура станом на 31 березня 2011 року:
|          | Загалом | Допрацездатний вік | Працездатний вік | Постпрацездатний вік |
| -------- | ------- | ------------------ | ---------------- | -------------------- |
| Чоловіки | 286     | 45                 | 205              | 36                   |
| Жінки    | 291     | 41                 | 181              | 69                   |
| Разом    | 577     | 86                 | 386              | 105                  |